# Капуста Андрій Ізидорович
 Капуста Андрій Ізидорович  (нар. 16 жовтня 1974, с. Струсів Теребовлянського району Тернопільської області)  – український історик, краєзнавець, дослідник пам’яток культурної спадщини Тернопільщини. Популяризує історію свого краю. Адміністратор тематичної групи у Facebook - «Історичні мандрівки». Методист у сфері позашкільного дозвілля й туризму.

## Біографія
Народився 16 жовтня 1974 року в с. Струсів Теребовлянського району Тернопільської області.
Вересень 1982 року – червень 1992 року навчався у Струсівській середній школі, де одержав атестат про середню освіту.
З вересня 1992 року по липень 1997 року навчався в Тернопільському Державному Педагогічному Інституті, де отримав спеціальність «вчитель географії та історії».
У 1997–1999 роках працював учителем історії в загальноосвітній школі села Гайворонка Теребовлянського району. З грудня 1999 року до сьогодні — керівник гуртків у Микулинецькому центрі дітей та юнацтва, де також обіймав посади заступника директора (2006–2008) та методиста (2008–2009) . Із лютого 2024 року працює асистентом учителя у Мишковицькому ліцеї, поєднуючи педагогічну діяльність із дослідницькою роботою в галузі краєзнавства.
Одружений. Разом із дружиною виховує двох доньок. Проживає у селищі Микулинці.

## Громадська та публічна діяльність
Андрій Капуста — український педагог і краєзнавець, чия професійна діяльність тісно пов’язана з освітньою та позашкільною сферою Тернопільщини. Досвідчений фахівець у сфері дитячо-юнацького туризму та краєзнавчої роботи, інструктор дитячо-юнацького туризму, керівник гуртків-методист і суддя І категорії зі спортивного туризму. Член пішохідної комісії Тернопільської Федерації спортивного туризму 
.
Нагороди та відзнаки:
- Нагороджений Подякою МОН України (2018), Дипломами Українського державного центру туризму (2009, 2013), Грамотою МОН України (2011), Грамотою Українського державного центру туризму (2009), Дипломом газети «Краєзнавство. Географія. Туризм» (2012);
- Призер Всеукраїнського етапу конкурсу на кращий методичний матеріал туристсько-краєзнавчої тематики (2008, 2011);
- Нагороджений понад 60 грамотами управління освіти і науки Тернопільської ОДА та ОФСТ як керівник команд – переможців обласних змагань, експедицій, походів та конкурсів серед учнівської молоді.

Окрім педагогічної роботи, активно займається збереженням матеріальної культурної спадщини — є колекціонером старовинної цегли з усіх регіонів України (понад 700 екземплярів) і працює над створенням тематичного музею.

## Наукова діяльність
Сфери наукових інтересів Андрія Капусти зосереджені на дослідженні історико-культурної спадщини Поділля та Галичини, з особливим акцентом на фортифікаційних, архітектурних і археологічних пам’ятках Микулинців  і Струсова . У центрі його уваги — історія замків і палаців, міського самоврядування, події османських облог XVII ст. , а також матеріальна культура, зокрема клеймована цегла , герби, печатки, монети . Дослідник активно використовує міждисциплінарний підхід, поєднуючи історію, краєзнавство, архітектурознавство, сфрагістику, нумізматику та джерелознавство. Важливе місце у його праці посідає також збереження, атрибуція та популяризація локальної культурної спадщини.
Основні праці:
- Капуста А.І. Замковий палац. Цегла Микулинецького замку, або нетрадиційний погляд на вивчення історії фортеці. // Тези наукових читань на тему: «Замки в Теребовлі та Микулинцях. Історія та перспективи пристосувань» (8 вересня 2022 р.). Теребовля, 2022. С. 33–39.
- Капуста А. Клеймована цегла з Микулинець як історична спадщина. Перспектива створення музею цегли в Микулинцях. // Традиції краєзнавства: регіональний аспект. Матеріали Всеукраїнської науково-краєзнавчої конференції (до 110-річчя Тернопільського обласного краєзнавчого музею) 20–21 квітня 2023 року. Тернопіль, 2023. с. 102–109.
- Капуста А. Палац у Струсові – архітектурна, історична та культурна пам’ятка України. // Традиції краєзнавства: регіональний аспект. Матеріали Всеукраїнської науково-краєзнавчої конференції (до 110-річчя Тернопільського обласного краєзнавчого музею) 20–21 квітня 2023 року. Тернопіль, 2023. с. 94–102.
- Капуста А. Замок у Струсові: проблеми локалізації та типології. // Нові дослідження пам’яток козацької доби в Україні. Випуск 32. Ніжин, 2023. с. 45–60.
- Капуста А. Іван Франко: Микулинці, краєзнавство і радикальна партія. // Бережанська гімназія: сторінки історії. Матеріали ХІ наукової конференції. Бережани, 2023. с. 115–120.
- Капуста А. Петро Дунін-Борковський – «білий крук у польському політичному світі». // Бережанська гімназія: сторінки історії. Матеріали ХІ наукової конференції. Бережани, 2023. с. 43–49.
- Капуста А. До проблеми датування облоги Микулинецького замку в 1675 році. // Проблеми історичної регіоналістики та мікроісторії. Збірник тез Всеукраїнської наукової конференції з нагоди 175-річниці від дня народження Павла Рябкова та 65-річниці від дня народження Сергія Шевченка. Кропивницький, 2023. с. 36–42.
- Капуста А. Пальцівка Микулинецького замку: перспективи дослідження та збереження. // Археологія Буковини: здобутки та перспективи. Тези доповідей VІІ міжнародного наукового семінару. Чернівці, 2023. с. 65–69.
- Капуста А. Декор Микулинецького замку. // Археологія Буковини: здобутки та перспективи. Тези доповідей VІІ міжнародного наукового семінару. Чернівці, 2023. с. 61–65.
- Капуста А. Прикордонний степ «Панталиха»: на межі двох світів. // Культурна спадщина українсько-польського пограниччя для сталого розвитку місцевих громад. Збірник матеріалів Міжнародної наукової конференції. 21−22 вересня.  Львів, 2023. с. 36–41.
- Капуста А. Родинний архів Зарічанських. // Наукові записки. Збараж. №13/1/2023. с. 67–77.
- Капуста А. Страта на палях: епізод з османської облоги Микулинецького замку в 1675 році. // Наукові записки. Збараж. №13/2/2023. с. 388–396.
- Капуста А. Палац Потоцьких в Микулинцях: від бароко до класицизму. // Збірник матеріалів IV Всеукраїнської наукової конференції «Дослідження, збереження та популяризація пам’яток історико-культурної спадщини». Переяслав, 2024. с. 61 – 75.
- Капуста А. Свято-Миколаївська монастирська церква ХVІІІ ст. в Струсові: надземний та печерний храми. // Бережани: погляд крізь роки 1375 – 1530 – 2024. Матеріали наукової конференції з нагоди 649-ї річниці першої письмової згадки про місто та 494-ї річниці магдебурзького права. Бережани, 2024. с. 54–65.
- Капуста А. Кремінь Галичини (територія сучасних Тернопільської та Івано-Франківської областей) у вогнепальній зброї Австрійської імперії в ХVІІІ–ХІХ ст. // Зброярня: історія розвитку озброєння та військової техніки. ІV Міжнародна наукова конференція. Збірник тез доповідей. Львів. Національна Академія сухопутних військ України, 2024. с. 19–22.
- Капуста А. Микулинецький замок на карті 1779–1783 рр.: спроба ідентифікації замкової забудови. // Охорона культурної спадщини як невід'ємний елемент сталого розвитку суспільства. Збараж, 2024. с. 95–100.
- Капуста А. Особливості міського управління в Микулинцях в кін. ХVІІІ ст. або «тріумвірат» влади. // Жовква крізь століття. Випуск 7. Львів–Жовква, 2024. с. 155–170.
- Капуста А. Замки в Бродах і Струсові: спроба дослідження типології Струсівського замку порівняльно-історичним методом. // Брідщина - край на межі Галичини і Волині. Броди, 2024. с. 125–132.
- Капуста А. Цегла з власницьким гербом «прус» з Микулинець. // Збірник матеріалів Археологія та Фортифікація України ХІІІ Всеукраїнської науково-практичної конференції. Камянець-Подільський, 2024. с. 56–65.
- Капуста А. "...хто з героїчною відвагою прорвався крізь ворожі ряди" (епізод оборони Микулинецького замку в 1675 році). // Нові дослідження пам'яток козацької доби в Україні. Випуск 33. Ніжин, 2024. с. 156–164.
- Капуста А. Підрив бастеї Микулинецького замку під час облоги 1675 року: аналіз джерел, візуальні обстеження, висновки та гіпотези. // Збірник матеріалів Археологія @ Фортифікація України ХІІІ Всеукраїнської науково-практичної конференції. Кам'янець-Подільський. 2024. с. 68–79.
- Капуста А. Османська облога замку в Микулинцях в 1675 році: аналіз першоджерел. // Пам’яткознавство: сучасні аспекти. Матеріали ІІІ Всеукраїнської науково-практичної конференції. Камянець-Подільський, 2024. с. 51–59.
- Капуста А. Спадщина Яна Конопка: курорт Швефельбад та німецька колонія в Конопківці. // Бережанська гімназія: сторінки історії. Матеріали ХІІ наукової конференції. Бережанський краєзнавчий музей, 2024. с. 122–132.
- Капуста А. Атрибуція цеглини з клеймом у вигляді рівнораменного хреста із крипти Хрестовоздвиженської церкви ХVІІ ст. у Луцьку. // Дослідження, збереження та популяризація пам’яток історико-культурної спадщини (до 110-річчя від дня народження П. Т. Тронька). Збірник матеріалів  V всеукраїнської наукової конференції. Частина 2. Переяслав, 2025. с. 15–26.
- Капуста А. Курортно-парковий комплекс ХІХ ст. в Конопківці. // Музейний простір. Природа, історія, культура. Матеріали першої Всеукраїнської науково-практичної конференції. Чернівці, 2025. с. 84–88.
- Капуста А. Власницькі герби на надгробках містечкової шляхти Струсова. // Науковий збірник Археологія та Фортифікація. Випуск 2. Кам'янець-Подільський, 2025. с. 326–335.
- Капуста А. Скарб монет, знайдений біля Микулинецького замку. // Науковий бірник Археологія та Фортифікація. Випуск 2. Кам'янець-Подільський, 2025. с. 336–340.
- Капуста А. Родинний архів Зарічанських як сфрагістичне джерело. // Науковий бірник Археологія та Фортифікація. Випуск 2. Кам'янець-Подільський, 2025. с. 341–351.
- Капуста А. До проблеми «почесної капітуляції» Микулинецького замку в 1672 році. // Нові дослідження пам’яток козацької доби в Україні. Збірник наукових статей. Випуск 34. Ніжин, 2025. с. 143–149.
- Капуста А., Молінська А. Петрогліфи Микулинецького замку. // Нові дослідження пам’яток козацької доби в Україні. Збірник наукових статей. Випуск 34. Ніжин, 2025. с. 149–158.

Тернопільським обласним центром туризму окремими виданнями друкувались методичні рекомендації та екскурсійно-туристські маршрути. Зокрема: «По Долині та обіч неї» (Збірка місцевих екскурсійно-туристських маршрутів для школярів «Пізнай свій край, свою країну», Тернопіль 2008), «Техніка страховки та самостраховки при подоланні природних перешкод», (методичні рекомендації), Тернопіль 2008, «Використання шкільного спортивного залу для проведення змагань зі спортивного туризму», (методичні рекомендації, Тернопіль 2012).